# Eugen Teuber
Eugen Teuber (ur. 1889, zm. 1958) – niemiecki psycholog.
Jeszcze jako student otrzymał propozycję zostania dyrektorem Stacji Antropologicznej na Teneryfie (Anthropoidenstation auf Teneriffa) pod auspicjami Pruskiej Akademii Nauk. Jako pierwszy dyrektor placówki umożliwił przeprowadzenie istotnych eksperymentów, które miały tam miejsce, w szczególności słynnych doświadczeń Wolfganga Köhlera.
Żonaty z nauczycielką Rose Knopf, mieli syna Hansa-Lukasa (1916-1977).